# یوهان رانگدت
یوهان رانگدت (انگلیسی: Yohann Rangdet؛ زادهٔ ۳ ژوئیهٔ ۱۹۸۰) بازیکن فوتبال اهل فرانسه است.
از باشگاه‌هایی که در آن بازی کرده‌است می‌توان به باشگاه فوتبال ستاره سرخ، باشگاه فوتبال آنژه، و باشگاه فوتبال لو مان اشاره کرد.